# Wish (漫畫)
《Wish》（日语：Wish）是日本漫畫家團體CLAMP創作的日本漫畫作品。《Mystery DX》（角川書店）1995年11月号至1998年7月号期間進行連載。單行本全4卷。

## 劇情簡介
敘述天使琥珀因為下凡尋找失蹤的風天使長翡翠，卻喜歡上遇到的人類栩堂琇一郎的故事。

## 主要人物
琥珀（こはく）
深受大神疼惜的天使，天界中實力僅次於四天使長。擁有天界最純潔的內心與歌聲，也是一個過份單純的呆瓜，擔任唱歌使天使之卵孵化的重要工作。因為下凡尋找失蹤的翡翠而遇上栩堂琇一郎，對他非常在意。雖然沒有性別（天使沒有性別之分），但長相看起來比較偏向女性。有著琥珀色的眼睛和金髮，力量變弱時會變小。
栩堂 琇一郎（くどう しゅういちろう）
28歲，為在醫院擔任外科醫生的人類。意外救了被紅榴的烏鴉部下攻擊的琥珀，由於琥珀執意要報答他的救命之恩，因此琥珀便住在他的家裡。隨後又收留了黑曜和翡翠，以及不請自留的紅榴、玻璃跟琉璃。生性沉默寡言，總是一張撲克臉。原先對養母螢有戀慕之心，但是螢表示:「與你無名指上紅線相連的人並不是我,而是一位非常美麗的人。」故從此封閉了自己的感情；直到琥珀被透輝帶回天界後才明白了琥珀對自己的重要性，但因為是「將死之人」，在跟琥珀告白後的晚上，與琥珀一同散步時於路上過世。
紅榴（こうりゅう）
紅眼，黑色長髮，喜歡對琥珀惡作劇的惡魔，魔王的外甥。在人間時白天會因為力量變弱而變小，後經過100年的修練，即使在白天也能夠維持原貌了。身邊跟著琉璃和玻璃兩位魔女。
黑曜（こくよう）
惡魔，魔王的獨子。在「橋」開會時偶然遇到在泉水邊的風天使長翡翠，喜歡上他，之後兩人便一起私奔到人間。將自己的左眼做為信物送給了翡翠（地界的規定是皇族一旦決定了終身伴侶後，就要把左眼交給對方）。亦是第一個察覺到到琇一郎是「將死之人」的人。
翡翠（ひすい）
突然自天界消失的四天使長之一的風天使長，被喻為是最美麗的天使,總是面帶微笑；也是琥珀到凡間要尋找的對象。然而他離開天界的理由是因為喜歡上黑曜而和他一起私奔到人間，被黑曜吃掉後已經不再是天使了。左邊耳朵上戴著黑曜送給他的左眼。金髮碧眼，外表是像溫柔賢淑的女性。廚藝一流。
瑠璃（るり）和玻璃（はり）
紅榴手下的雙胞胎魔女。平常以貓的型態出現，在晚上可以變回女孩子。
螢（ほたる）
琇一郎的母親，但是其真實身份是公園裡的藤樹化身。
栩堂 信一郎（くどう しんいちろう）
琇一郎的義爺爺，現在住在加拿大並經營公司，非常中意琥珀，也很喜歡和琥珀見上一面，為此而來到日本。琇一郎不是他真正的孫子，即使如此信一郎還是很疼愛他。也許是因為長期在海外生活，讓他變成個非常開朗的老爺爺。在琇一郎順著自己的命運後，信一郎對琥珀讓出自己的家。
栩堂 宗一郎（くどう しゅういちろう）
100年後轉生的琇一郎，17歲。
透輝（とうき）
四天使長中的水天使長。看似冷漠，但據藍晶所述，其實很欣賞琥珀，也會為琥珀操心。
藍晶（らんしょう）
四天使長中的地天使長。相較於翡翠，他的外表則像是沉穩的青年男性。
榴輝（りゅうき）
四天使長中的火天使長，比天界中的任何天使都還要喜歡翡翠。

## 用語
法願
跟大自然借用{力量}來達成某個目的。無論在〝天界〞或是〝地界〞都能使用,但是在人間時威力會減弱; 〝天界〞的法願主要來源是日光,而〝地界〞則是月光。
法願分成〝補助〞,〝攻擊〞, 〝治癒〞三大類。
天界
大神和天使的所在地，終日陽光普照。
四大天使長
大神的左右手，掌握四大元素之力和守護天界。絕不怠忽職守，努力使自然界中過與不及的力量達到平衡；
也絕不輕易濫用四大元素之力。
生命之樹
天界的重要寶物。天使是由〝卵〞孵育而來，而〝天使之卵〞便是由生命之樹孕育而來的，但是必須由最清澈無暇之心的天使以歌聲作為引導，天使才會自〝天使之卵〞破殼而出。琥珀是天界目前唯一擔此重任的天使。
橋
天界與地界的中間地帶。天使與惡魔皆不可在橋打架鬧事之外，也是天界與地界每季一次討論、締結，與交換條件的重要會議場所。
地界
魔王和惡魔的所在地，終日被黑夜籠罩。

## 出版書籍
| 卷數 | 角川書店      | 角川書店           | 台灣東販       | 台灣東販           |
| 卷數 | 發售日期      | ISBN               | 發售日期       | ISBN               |
| ---- | ------------- | ------------------ | -------------- | ------------------ |
| 1    | 1996年5月30日 | ISBN 4-04-852771-1 | 1996年11月27日 | ISBN 957-64-3410-6 |
| 2    | 1997年1月6日  | ISBN 4-04-852771-1 | 1997年3月27日  | ISBN 957-64-3462-9 |
| 3    | 1997年9月1日  | ISBN 4-04-852859-9 | 1997年10月24日 | ISBN 957-64-3584-6 |
| 4    | 1998年7月30日 | ISBN 4-04-852948-X | 1998年9月29日  | ISBN 957-64-3790-3 |

新裝版
| 卷數 | 角川書店      | 角川書店               |
| 卷數 | 發售日期      | ISBN                   |
| ---- | ------------- | ---------------------- |
| 1    | 2009年8月22日 | ISBN 978-4-04-715273-1 |
| 2    | 2009年8月22日 | ISBN 978-4-04-715274-8 |
| 3    | 2009年9月24日 | ISBN 978-4-04-715288-5 |
| 4    | 2009年9月24日 | ISBN 978-4-04-715289-2 |

插畫集
2002年1月17日發售、ISBN 978-4-04-853386-7

## 廣播劇CD
『Wish』ALI PROJECT
- 發售日 1996年12月4日

Wish DRAMA ALBUM
- 發售日 1997年1月21日

『music tracks from Wish』 ALI PROJECT
- 發售日 1997年2月5日

## Video
『Wish Gift Box』（Video＋CD）
- 發售日 1997年12月15日

## 外部連結
- （日語）CLAMP官方網站